# Мечеть Кобе
Мечеть Кобе (яп. 神戸モスク) — перша мечеть Японії, закладена в жовтні 1935 в Кобе.

## Історія
Будівництво фінансувалося за рахунок пожертвувань, зібраних Ісламським комітетом Кобе в 1928-1935.
Конфіскована Імперським японським флотом у 1943. Проте це не заважає їй функціонувати як мечеть сьогодні. Її основа та структура були зроблені так, що мечеть змогла встояти при землетрусі 1995.
Побудована в традиційному турецькому стилі чеським архітектором Яном Йозефом Швагром (1885-1969), він збудував багато будівель релігійного призначення по всій Японії.

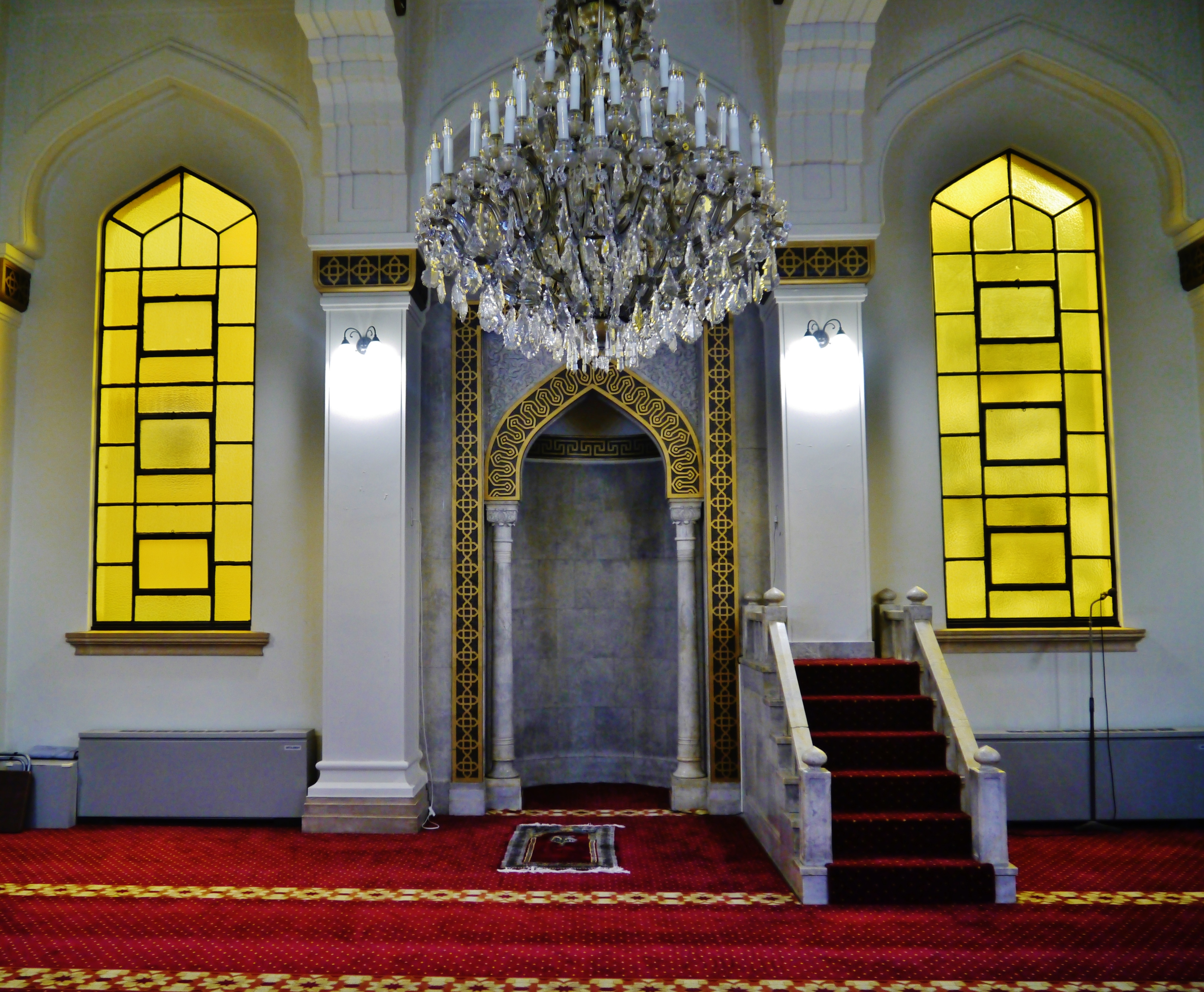